# Hamiltonova pot
Hamiltonova pot je v teoriji grafov pot v neusmerjenem grafu, ki gre skozi vsako točko na grafu točno enkrat. Če sta začetna in končna točka poti enaki, se imenuje Hamiltonov cikel. Ime je dobila po irskem matematiku Williamu Rowanu Hamiltonu. Graf, ki vsebuje Hamiltonov cikel, se imenuje Hamiltonov graf.
Za iskanje Hamlitonove poti oziroma cikla ne obstaja enostaven algoritem, vendar se lahko pomaga z naslednjimi izreki: 
1. Če se iz grafa odstrani {\displaystyle n} točk in graf razpade na strogo več kot {\displaystyle n+1} komponent, potem graf nima hamiltonske poti.
2. Diracov izrek: Če ima graf {\displaystyle G} vsaj 3 točke in velja, da je stopnja točke z najmanjšo stopnjo večja ali enaka polovici števila točk v grafu, potem ima {\displaystyle G} Hamiltonov cikel.
3. Orejev izrek: Naj bo {\displaystyle G} enostavni graf z vsaj 3-mi točkami. Če je za poljubni nesosednji točki {\displaystyle a} in {\displaystyle b} vsota stopenj {\displaystyle a} in {\displaystyle b} večja ali enaka številu točk v grafu, potem {\displaystyle G} vsebuje Hamiltonov cikel.

Število različnih Hamiltonovih ciklov v polnem neusmerjenem grafu {\displaystyle K_{n}} z {\displaystyle n} vozlišči je {\textstyle {\frac {(n-1)!}{2}}}.
Število Hamiltonovih poti na n-hiperkocki je (OEIS A006070):
0, 0, 48, 48384, 129480729600, ...